# François Bagnéris
François Bagnéris, né le 4 juillet 1769 à Auch (Gers), mort le 9 mai 1839 dans la même commune, est un général français de la Révolution et de l’Empire.

## États de service
Il est nommé chef de bataillon le 28 mars 1800, à l'armée du Rhin, et le 1er avril 1801, il devient aide de camp du général Morand à l'armée d'Italie. Il est fait chevalier de la Légion d'honneur le 14 juin 1804.
Le 7 juillet 1807, il passe adjudant-commandant, chef d'état-major des volontaires du camp de Pontivy, puis il rejoint le 2 août le 1er corps d'observation de la Gironde, et le 18 octobre il prend les fonctions de sous chef d'état-major de ce corps. Le 30 août 1808, il est de retour en France après la signature de la Convention de Cintra. Il est élevé au grade d'officier de la Légion d'honneur le 3 janvier 1809. De 1809 à 1813, il fait toutes les campagnes de l'armée d'Espagne, et en juillet 1809, il est chef d'état major de la 4e division d'infanterie du 4e corps de l'armée d'Espagne à Tolède. Le 7 février 1812, il passe dans la 3e division de cavalerie de l'armée d'Andalousie, avec les mêmes fonctions.
Il est promu général de brigade le 30 mai 1813, et il rejoint le 11 juin la Grande Armée, comme commandant de la 1re brigade de la 52e division d'infanterie du 9e corps d'armée. Le 24 octobre 1813, il prend le commandement de la 2e brigade de la 23e division d'infanterie, ainsi que le commandement d'Erfurt. Il est créé baron de l'Empire le 18 février 1814.
Lors de la première restauration, le roi Louis XVIII, le fait chevalier de Saint-Louis le 5 septembre 1814.
Il meurt le 9 mai 1839, à Auch.

## Honneurs reçus
- 3 janvier 1809 : Officier de la Légion d'honneur.
- 18 février 1814 : Baron d'Empire.
- 5 septembre 1814 : Chevalier de Saint-Louis.

### Sources
- (en) « Generals Who Served in the French Army during the Period 1789 - 1814: Eberle to Exelmans »
- (pl) « Napoléon.org.pl »
- « Cote LH/90/62 », base Léonore, ministère français de la Culture
- Thierry Pouliquen, « Les généraux français et étrangers ayant servis [sic] dans la Grande Armée » (consulté le 30 septembre 2014)
- « La noblesse d’Empire » (consulté le 30 septembre 2014)